# Raymond et Monique Martinot
Pour les articles homonymes, voir Martinot.
Raymond et Monique Martinot est un couple français ayant procédé volontairement à une cryonigénisation. 
Cette pratique étant illégale en France, le fils et exécuteur testamentaire, Rémy Martinot, entame une procédure judiciaire  pour faire respecter ce choix de sépulture qui fera l'objet de nombreux commentaires juridiques. En 2006, à la suite d'une panne de température du congélateur, les corps de Raymond et Monique Martinot sont incinérés.  

## Biographie
Né le 3 novembre 1922 à Casablanca, le jeune Martinot cultivait dès son enfance une propension à l’originalité intellectuelle. Après des études et une thèse en médecine, il s'intéresse aux travaux du professeur Henri Laborit sur l’hibernation artificielle. Raymond Martinot devient médecin à Rueil-Malmaison en région parisienne et rencontre Monique Martinot (née Leroy), l'une de ses patientes qui deviendra son épouse. En 1967, le couple a un fils, Rémy Martinot. En 1968, Il découvre les tentatives américaines de cryogénisation et devient directeur de recherches de la Société Cryonics de France. En 1979, il anticipe sa retraite pour se consacrer pleinement à l'étude de la cryonigénisation pour une expérimentation sur sa propre personne. Dans son château de Nueil-sur-Layon, en Maine-et-Loire, il conçoit un congélateur en inox capable de maintenir une température de −62 °C. Il ne suit pas alors le courant américain de la cryogénie avec azote liquide et gros moyens financiers qui recommande une température à - 196 degrés pour conserver un corps humain. 

### Mort de Monique et Raymond Martinot
Néanmoins, Monique Martinot meurt avant lui d'un cancer à l'âge de 49 ans. Raymond Martinot décide alors de procéder à la cryogénisation de son épouse. Afin de retarder la putréfaction du corps, il déclare « Avec l’aide de quelques amis médecins, j’ai injecté presque immédiatement un anti-coagulant et une solution glycérinée, destinée à protéger les cellules des effets néfastes du gel », lors d'une l’émission « Mystères » le 8 avril 1994, le temps qu'il obtienne une autorisation préfectorale en droit d’inhumation dans sa propriété. Le corps de Monique Martinot est transporté du funéranium pour être conserver dans le congélateur à son domicile prévu initialement à Raymond Martinot.
Par la suite, Raymond Martinot reçoit de nombreux médias pour expliquer sa croyance au progrès de la science et plus particulièrement en la cryobiologie. Dans un document INA en 1985, il précise que le choix d’être cryogénisé est un commun accord du couple, détaille les conditions techniques de conservation du corps de son épouse et espère la « résurrection » de celle-ci en 2030. Lors d'une émission à la télévision anglaise en 1987, il déclare « Entre zéro (la destruction totale) et l'infini, je choisis l'infini ».
Le 22 février 2002, Raymond Martinot décède. A l'aide d'une fiche d'instructions détaillée, son fils Rémy Martinot procède à son tour à la cryonigénisation de son père décédé . Les dépouilles du couple Martinot sont alors conservées  communément dans le congélateur installé dans une crypte du château.

### Procédure judiciaire
Après le décès de Raymond Martinot  en 2002, le préfet, arguant d’un « trouble manifestement illicite », ne répondent pas aux mesures d'hygiène et contraire aux pratiques funéraires en vigueur demande l’inhumation du couple et exige l'arrêt de l'expérience. Selon la préfecture, le docteur Martinot aurait en réalité bénéficié d'une autorisation d'inhumation sur terrain privé  la seule légale, qu'il n'aurait pas respectée. L'avocat du fils, Rémy Martinot conteste cette décision en déclarant :  « Qu'on ne raconte pas d'histoire. L'administration était parfaitement au courant, elle a toléré la démarche pendant dix-huit ans sans la remettre en cause ». Le fils, Rémy Martinot et soucieux de respecter les vœux de son père, s'oppose juridiquement auprès de la cour d’appel et le Conseil d’État qui refuse l'exception de la congélation comme mode de sépulture.
L’arrêt du Conseil d’Etat du 6 janvier 2006 fut le dernier acte contentieux en considérant que malgré le choix du mode de sépulture soit intimement lié à la vie privée, elle peut cependant faire l’objet de restrictions, notamment dans l’intérêt  de l’ordre et de la santé publique.
Le 3 mars 2006, alors qu'il s'apprêtait à saisir la Cour européenne des droits de l'homme pour faire reconnaître le choix de sépulture de ses parents, Rémy Martinot se résout finalement à faire incinérer leurs corps. Une panne soudaine fit grimper la température du congélateur à -20 degrés, et le système d'alerte censé prévenir une telle catastrophe échoua. Par conséquent, pendant plusieurs jours, les corps furent exposés à une température insuffisante pour garantir leur préservation. En guise d'épilogue à un combat judiciaire de 22 ans, Rémy Martinot déclare : « Peut-être que l'avenir montrera que mon père avait raison et qu'il était un pionnier ».